# ジャスル・ハサノフ
ジャスル・オルズィクロヴィチ・ハサノフ (英語: Jasur Orziqulovich Hasanov、ウズベク語: Jasur Orziqulovich Hasanov / Жасур Орзикулович Хасанов、1983年8月2日 - ) は、ウズベキスタン・ジザフ出身のプロサッカー選手である。元ウズベキスタン代表。現在はウズベク・リーグのFCアルマリクでプレーしている。ポジションは攻撃的MF。

## クラブキャリア
ハサノフは16歳の時、地元ジザフに本拠地を置くPFCソグディアナ・ジザフでサッカーのキャリアを始めた。

### ブニョドコル
2007年、FCブニョドコルへと移籍した。チーム合流後すぐに主力選手となり、ブニョドコルを翌年の優勝に導いた。また、2009年、2010年と三連覇を果たす原動力ともなった。
2009年、ウズベキスタン年間最優秀サッカー選手賞において、オディル・アフメドフ、リバウドに続く3位となった。

### レフウィヤ
2010年、カタール・スターズリーグ2部のレフウィヤSCにレンタル移籍した。外国人選手としての役割を果たし、クラブは加入1年目に2部リーグで優勝、1部昇格を果たした。さらに翌シーズンとなる2010-11シーズンには1部リーグで優勝を果たした。
2011年7月7日、レフウィヤSCよりFCブニョドコルに復帰することが告知された。

### カタールSC
2011年8月24日、メディアはハサノフがカタール・スターズリーグのカタールSCと1年契約を結んだと報道した。イラク代表であるクサイ・ムニールに代わって加入した。カタールSC会長のナーセル・アール・サーニー (Nasser Al Thani) は獲得の喜びを公式サイトにおいて、「ハサノフと契約できて嬉しい。前年度シーズンにレフウィヤにおいて安定して良いパフォーマンスを見せていた。彼はウズベキスタン代表でも1、2を争う選手。私たちは彼がカタールSCで素晴らしい成功を収めてくれると確信している」と語った。もっとも、スタメン起用されないことに不満を抱き、翌年に退団した。

## ウズベキスタン代表での得点
| # | 日時         | 場所         | 対戦相手 | スコア | 結果 | 大会種別                            |
| - | ------------ | ------------ | -------- | ------ | ---- | ----------------------------------- |
| 1 | 2011年1月2日 | シャールジャ | ヨルダン | 2–2    | 引分 | 親善試合                            |
| 2 | 2012年6月8日 | ベイルート   | レバノン | 1–1    | 引分 | 2014 FIFAワールドカップ・アジア予選 |

## 獲得タイトル

### クラブ
- ブニョドコル
  - ウズベク・リーグ : 2008, 2009, 2010, 2011, 2013
  - ウズベキスタン・カップ : 2008, 2010, 2012, 2013
- レフウィヤSC
  - カタール・スターズリーグ : 2010-11
- PFCロコモティフ・タシュケント
  - ウズベキスタン・カップ : 2014

### ウズベキスタン代表
- AFCアジアカップ
  - 2007 : ベスト8
  - 2011 : 4位